# Richárd német király
Cornwalli Richárd (németül: Richard von Cornwall(is)), (1209. január 5. – 1272. április 2.), Poitou grófja 1225-től és német király 1257-től 1272-ig. Európa legvagyonosabb embereinek egyike volt. Részt vett a hatodik keresztes hadjáratban is, ahol diplomataként ért el nagy sikereket, és segédkezett Ascalon fellegvárának építésében is.

## Élete

### Ifjúkora
1209. január 5-én született a Winchester várban, (Földnélküli) János angol király és Angoulême-i Izabella második fiaként. Alig nyolcévesen Berkshire nagyseriffje lett és 1225-ben Poitiou grófjává nevezték ki, abban az évben, amikor tizenhat éves korában bátyja, Henrik, Cornwall grófjává nevezte ki születésnapi ajándékként. Cornwalli jövedelmei gazdag emberré tették Richárdot, és ezzel Európa egyik legvagyonosabb embere lett. Gondolkodott azon, hogy részt vesz bátyja oldalán a Poitou és Bretagne elleni hadjáratban és háromszor is régensséget töltött be. Henrik uralkodásának korai éveiben elég feszült volt a viszony a fivérek között. Richárd háromszor is fellázadt és bátyja csak értékes ajándékokkal tudta lekenyerezni.
1231 márciusában elvette Marshall Izabellát, Gloucester grófjának gazdag özvegyét, bátyja nagy bosszúságára, aki neheztelt a Marshall családra vagyonuk és befolyásuk miatt, ami nagy mértékben ellene fordította őket. Richárd lett a mostohaapja Izabella első házasságából származó hat gyermekének. Ugyanabban az évben megszerezte későbbi központját, a Wallingford várat, Berkshire-ben (ma Oxfordshire), és rengeteg pénzt költött az átalakítására. További kedvelt birtokai feküdtek Marlowban és Cippenhamben, Buckinghamshire-ben. Richárdnak és Izabellának négy gyermeke született, akik közül csak a fia, Almaini Henrik érte meg a felnőttkort. Richárd szemben állt Simon de Montfort-ral és lázadást vezetett ellene, amikor a nővére, Eleonóra hozzáment feleségül. Ismét csak bőséges ajándékokkal tudták lecsillapítani.
Amikor Izabella 1240-ben már a halálos ágyán feküdt, azt kérte, hogy temessék első férje mellé, Tewkesburybe, Richárd azonban helyette a Beaulieu apátságban helyezte örök nyugalomra. Azonban jámbor gesztusként a szívét elküldte Tewkesburybe. Még ugyanebben az évben Richárd elutazott a Szentföldre. Nem harcolt egy csatában sem, de jelentős szerepet játszott a tárgyalások során, amelyek a Gáza 1239-es ostroma során fogságba esett és meggyilkolt katonák sorsáról folytak. Szintén újjáépítette Ascalont, amit Szaladin romboltatott le. Hazatérőben Richárd meglátogatta nővérét, Izabellát, II. Frigyes császár feleségét. Nem sokkal hazatérése után, 1242. január 28-án Henrik és felesége, Eleonóra, felvetette, hogy házasodjon össze Eleonóra nővérével, Sanchiával. A Szent Földre menet Richárd egyszer találkozott vele Provence-ban, ahol a leány édesapja, IV. Rajmund Berengár szívélyesen fogadta és bele is szeretett a gyönyörű leányba. Richárd és Sanchia (akit az angolok Cynthiának hívtak) 1243 novemberében házasodtak össze Westminsteri apátságban. Ez a házasság még közelebb hozta őt a királyi körökhöz.

### Megválasztása
1256 elején meghalt Vilmos német király. Ekkor a – német történelemben először – majd az 1356-os Német Aranybullában megnevezett hét fejedelem döntött az új uralkodó személyéről. A néhai II. Frigyes sógorára, Richárdra a kölni és a mainzi érsek, valamint a – IV. Konrád fiának, Konradinnak gyámjaként működő – rajnai palotagróf adta a szavazatát. Miután a cseh király a másik jelöltre, Kasztíliai Alfonzra is szavazott, kettős választás lehetősége jött létre.

### Látogatásai Németországban
Richárd csak ezután jött Németországba, de 1259-ben már vissza is tért Angliába. Az őt megválasztók körének megfelelően már ekkor is csak a birodalom nyugati felében ismerték el – de valóságos hatalom nélkül.
Második és harmadik látogatására – mert többnek nemigen nevezhető – 1260-ban, illetve 1262–1263-ban került sor, minden különösebb eredmény nélkül. 1264-ben, a bárók lázadásakor a lewesi csatában bátyjával, III. Henrikkel együtt Simon de Montfort fogságába esett, ahonnan csak 16 hónap múlva szabadult.
1268–1269-ben járt negyedszer és egyben utoljára Németországban. Részt vett a wormsi birodalmi gyűlésen, ekkor kötötte harmadik házasságát is. Ezt követően 1272-ben bekövetkezett haláláig Angliában élt.

## Gyermekei
- Richárd első házasságát 1231. március 13-án[5] Fawleyben[5] kötötte Marshal Izabellával (1200. október 9. – 1240. január 15.). Házasságukból 4 gyermek született:
  - János[5] (1232. január 31. – 1233. szeptember 22.)
  - Izabella[5] (1233. szeptember 9. – 1234. október 10.)
  - Henrik[5] (1235. november 2. – 1271. március 13.)
  - Miklós[5] (1240. január 17-én élt)
- Második házasságát 1243-ban[5] a Westminsteri apátságban[5] kötötte Provence-i Sanchával[5] (1228 – 1261. november 9.), V. Rajmund Berengár provence-i gróf leányával. Ő 2 fiút szült férjének:
  - Richárd (1)[5] (1246 júliusa augusztus 15.)
  - Edmund[5] (1249. december 26. – 1300. szeptember 25. előtt)
- Harmadik házasságát 1269. június 16-án[5] Kaiserslauternben[5] kötötte Valkenburgi Beatrixxal[5] (1253 – 1277. október 17.). Gyermekük nem született.
- Ezenkívül még két törvénytelen gyermeke is született:
  - Richárd (2)[5] (1234 – 1272)
  - Walter[5] (? – 1313)